# (184) Déiopée
(184) Déiopée (nom international (184) Dejopeja) est un astéroïde qui a été découvert par Johann Palisa le 28 février 1878. Son nom fait référence à Déiopée, une nymphe grecque.

## Compléments